# 阿普丽尔·亚当斯
阿普丽尔·亚当斯（英語：April Adams，1973年7月19日—），澳大利亚女子跳水运动员。她曾代表澳大利亚参加1990年英联邦运动会跳水比赛，获得一枚银牌。她也曾参加1992年夏季奥林匹克运动会。